# Sent Prist de la Sostrana
Sant Prit la Fuèlha (en francès Saint-Priest-la-Feuille) és una comuna (municipi) de França, a la regió de la Nova Aquitània, departament de la Cruesa. La seva població al cens de 1999 era de 619 habitants. Està integrada a la Communauté de communes du Pays Sostranien. Saint-Priest forma part d'un dels itineraris del Camí de Sant Jaume.

## Demografia
| 1962                                       | 1968 | 1975 | 1982 | 1990 | 1999 | 2007 |
| ------------------------------------------ | ---- | ---- | ---- | ---- | ---- | ---- |
| 679                                        | 790  | 689  | 638  | 635  | 619  | 671  |
| Des de 1962: població sense dobles comptes |      |      |      |      |      |      |

## Administració
| Període | Identitat    | Partit |
| ------- | ------------ | ------ |
| 2001-   | Gilles Neveu |        |